# Jacques Maziol

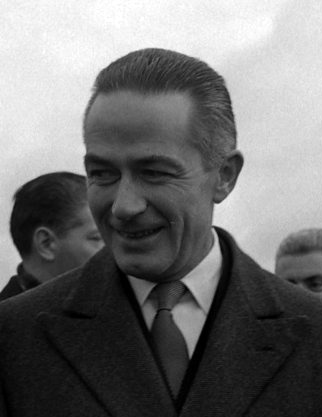
Jacques Maziol (1965)

Jacques Maziol (* 13. Januar 1918 in Aurillac, Département Cantal; † 28. Juni 1990 in Mourjou, Département Cantal) war ein französischer Politiker der Union pour la Nouvelle République (UNR), der zwischen 1958 und 1962 mit Unterbrechungen Mitglied der Nationalversammlung sowie von 1962 bis 1966 Bauminister war.

## Leben
Maziol war nach einem Studium der Rechtswissenschaften als Rechtsanwalt tätig und unter anderem zwischen 1938 und 1940 sowie erneut von 1946 bis 1962 am Appellationsgericht (Cour d’Appel) von Toulouse zugelassen.
Nach der Gründung der Rassemblement du peuple français (RPF) durch Charles de Gaulle wurde er 1947 Mitglied des Nationalrates dieser gaullistischen Partei und gehörte diesem bis 1952 an. Zugleich war er Präsident der RPF im Département Haute-Garonne und fungierte zwischen 1956 und 1958 als Mitglied des Zentralkomitees der Républicains sociaux (RS).
Nach der Gründung der Fünften Republik wurde Maziol als Kandidat der Union pour la Nouvelle République (UNR) im dritten Wahlkreis des Département Haute-Garonne erstmals zum Mitglied der Nationalversammlung gewählt.
Am 16. April 1962 wurde Maziol von Premierminister Georges Pompidou als Bauminister (Ministre de la construction) in dessen erstes Kabinett berufen. Im Anschluss legte er am 15. Mai 1962 sein Mandat in der Nationalversammlung nieder. Am 25. November 1962 wurde er als Kandidat der UNR-Union Démocratique du Travail (UDT) im dritten Wahlkreis des Département Haute-Garonne wiederum zum Mitglied der Nationalversammlung gewählt.
Das Amt des Bauministers bekleidete er vom 28. November 1962 bis zum 8. Januar 1966 auch im zweiten Kabinett Pompidou. Nach seiner neuerlichen Berufung in die Regierung legte er am 6. Januar 1963 auch wieder sein Mandat in der Nationalversammlung nieder. Als Bauminister setzte er den Schwerpunkt anders als seine Vorgänger weniger auf die Förderung des sozialen Wohnungsbaus in Hochhäusern (Grands Ensembles), sondern auf die Unterstützung des Baus von Einfamilienhäusern (Salon de maison individuelle).
Nach seinem Ausscheiden aus der Regierung wurde Maziol 1966 Nachfolger von Jean Béliard als Generaldirektor des Hörfunksenders Radio Monte Carlo (RMC). Diese Funktion bekleidete er bis zu seiner Ablösung durch Henri Dolbois 1973. In dieser Funktion war er einer der wichtigsten Mitarbeiter von César-Charles Solamito, der zwischen 1954 und 1995 Präsident von RMC war.
1974 wurde Maziol Präsident der Entwicklungsgesellschaft von Corbier SAC (Société d’aménagement du Corbier) sowie Präsident der Societé Gedri.1982 wurde er Mitglied des Zentralkomitees der Rassemblement pour la République (RPR) und zum Mitglied des Generalrates des Département Haute-Garonne sowie zugleich zum Mitglied des Stadtrates von Toulouse gewählt.